# بوآ علیه پایتون
بوآ علیه پایتون یک فیلم ترسناک علمی تخیلی محصول سال ۲۰۰۴ است. این فیلم توسط دیوید فلورس، از فیلمنامه چیس پارکر و سام ولز کارگردانی شد و در صوفیه بلغارستان فیلمبرداری گردید. این فیلم تلاقی بین پایتون (۲۰۰۰) و دنباله غیر مستقیم آن نیوآلکاتراز (۲۰۰۲، همچنین معروف به Boa) است.
بوآ در مقابل پایتون توسط منتقدان، از منظر جلوه‌های ویژه و خط داستانی مورد انتقاد قرار گرفت. وبسایت Reel Film.com با انتقاد از جلوه‌های ویژه فیلم از چهار ستاره به فیلم امتیاز یک نیم را اهدا کرد و از فقدان خشونت مناسب در فیلم ابراز ناامیدی کرد.